# Spindasis rokana
Spindasis rokana är en fjärilsart som beskrevs av Hans Fruhstorfer 1912. Spindasis rokana ingår i släktet Spindasis och familjen juvelvingar. Inga underarter finns listade i Catalogue of Life.